# 山地煙管蝸牛
山地煙管蝸牛（学名：Hemiphaedusa montuosa）为煙管蝸牛科臺灣紡錘煙管蝸牛屬下的一个种。該物種主要分布於臺灣東北部的宜蘭等地。學名的意思是模式標本產地位於山區。

## 外部連結
- 維基物種上的相關：山地煙管蝸牛